# Ǥ
Ǥ, "G med streck", är en bokstav i det skoltsamiska alfabetet. Den kombinerar bokstaven G med ett diakritiskt streck.
I skoltsamiska representerar den en tonande velar frikativa (frikativt g, IPA: ɣ). På Kadiweu representerar bokstaven en tonande uvular klusil (IPA: ɢ).
Det finns olika typografiska varianter av bokstaven med olika placering av strecket. I skoltsamiska sätter man typiskt strecket på G:ets vertikala streck (versalt) och på underhänget (gemen).